# Igreja Protestante da Argélia
A Igreja Protestante da Argélia (EPA, na sigla em francês) é uma federação de igrejas protestantes de tradições calvinistas, reformadas e metodiastas que foi estabelecida em 1972 na Argélia. 
É oficialmente reconhecida pelo Governo da Argélia como Associação da Igreja Protestante da Argélia.